# サプライズ (ポール・サイモンのアルバム)
サプライズ（Surprise）は、ポール・サイモンが2006年に発表したアルバム。

## 解説
6年ぶりのオリジナル・アルバム。「ファーザー・アンド・ドーター」を除く全曲にブライアン・イーノが参加し、電子音を提供。また、ブライアンは一部の楽曲もポールと共作。「戦時下の祈り」にはハービー・ハンコックが参加。
「ファーザー・アンド・ドーター」は、アニメーション映画『ワイルド・ソーンベリーズ ムービー』（2002年、日本では劇場未公開）の主題歌として発表されていた曲で、ポールの息子エイドリアンがボーカルで参加。同曲はアカデミー歌曲賞にノミネートされた。

## 収録曲
特記なき楽曲はポール・サイモン作。
1. ハウ・キャン・ユー・リヴ・イン・ザ・ノースイースト? - "How Can You Live in the Northeast" - 3:42
2. 全てはラヴ・ソング - "Everything About It Is a Love Song" - 3:57
3. アウトレイジャス - "Outrageous" (Paul Simon, Brian Eno) - 3:24
4. シュア・ドント・フィール・ライク・ラヴ - "Sure Don't Feel like Love" - 3:57
5. 戦時下の祈り - "Wartime Prayers" - 4:49
6. ビューティフル - "Beautiful" - 3:07
7. アイ・ドント・ビリーヴ - "I Don't Believe" - 4:09
8. アナザー・ギャラクシー - "Another Galaxy" (P. Simon, B. Eno) - 5:22
9. ワンス・アポン・ア・タイム・ゼア・ワズ・アン・オーシャン - "Once Upon a Time There Was an Ocean" (P. Simon, B. Eno) - 3:55
10. ザッツ・ミー - "That's Me" - 4:43
11. ファーザー・アンド・ドーター - "Father and Daughter" - 4:11

## 参加ミュージシャン
- ポール・サイモン - ボーカル、エレクトリックギター、アコースティック・ギター
- ブライアン・イーノ - エレクトロニクス
- エイドリアン・サイモン - ボーカル
- ジェシー・ディクソン・シンガーズ - ボーカル
- ビル・フリゼール - エレクトリックギター
- Vincent Nguini - アコースティック・ギター
- ハービー・ハンコック - ピアノ
- ギル・ゴールドスタイン - キーボード
- アレックス・アル - ベース
- エイブラハム・ラボリエル - ベース
- ピノ・パラディーノ - ベース
- レオ・エイブラハムス - フレットレスベース
- ロビン・ディマジオ - ドラムス
- スティーヴ・ガッド - ドラムス
- ジェイミー・ハダッド - パーカッション